# Challenger de Morelos 2024
El torneo Morelos Open 2024, denominado por razones de patrocinio Morelos Open Presentado Por Metaxchange fue un torneo de tenis perteneció al ATP Challenger Tour 2024 en la categoría Challenger 75. Se trató de la 10.ª edición; el torneo tuvo lugar en la ciudad de Morelos (México), desde el 8 hasta el 14 de abril de 2024 sobre pista dura bajo techo de tierra batida al aire libre.

## Jugadores participantes del cuadro de individuales
| Preclasificado | País                        | Jugador                    | Rank1 | Posición en el torneo |
| 1              | Bandera de Australia        | Rinky Hijikata             | 80    | Primera ronda, retiro |
| 2              | Bandera de Argentina        | Thiago Agustín Tirante     | 108   | Primera ronda         |
| 3              | Bandera de Estados Unidos   | Zachary Svajda             | 128   | Primera ronda         |
| 4              | Bandera de Australia        | Adam Walton                | 138   | Semifinales           |
| 5              | Bandera de Francia          | Giovanni Mpetshi Perricard | 161   | CAMPEÓN               |
| 6              | Bandera de Estados Unidos   | Maxime Cressy              | 191   | Semifinales           |
| 7              | Bandera de los Países Bajos | Gijs Brouwer               | 199   | Primera ronda         |
| 8              | Bandera de Kazajistán       | Beibit Zhukayev            | 201   | Cuartos de final      |

- 1 Se ha tomado en cuenta el ranking del 1 de abril de 2024.

### Otros participantes
Los siguientes jugadores recibieron una invitación (wild card), por lo tanto ingresan directamente al cuadro principal (WC):
- Ernesto Escobedo
- Rodrigo Pacheco Méndez
- Vasek Pospisil

Los siguientes jugadores ingresan al cuadro principal tras disputar el cuadro clasificatorio (Q):
- Alafia Ayeni
- Alex Hernández
- Nicolás Mejía
- Facundo Mena
- Kiranpal Pannu
- Keegan Smith

## Campeones

### Individual Masculino
- Giovanni Mpetshi Perricard derrotó en la final a  Nicolás Mejía por 7–5, 7–5

### Dobles Masculino
- Arjun Kadhe /  Jeevan Nedunchezhiyan contra  Piotr Matuszewski /  Matthew Romios